# Eleftherna
Eleftherna (Grieks: Αρχαία Ελεύθερνα, Archaía Eléftherna) is een dorpje, 37 kilometer ten zuidoosten van de stad Rethimnon op het Griekse eiland Kreta.  Eleftherna is op de top van een heuvel gebouwd en valt speciaal op door haar traditionele bouwstijl. Dit dorp is gebouwd op de plaats waar vroeger de stad Apollonia was, een stad die tussen 800 en 900 voor Christus werd gebouwd.
Eleftherna behoort tot de deelgemeente (dimotiki enotita) Arkadi van de fusiegemeente (dimos) Rethimnon, in de Griekse bestuurlijke regio (periferia) Kreta. 